# Municipio de Center (condado de Doniphan)
El municipio de Center (en inglés: Center Township) es un municipio ubicado en el condado de Doniphan en el estado estadounidense de Kansas. En el año 2010 tenía una población de 1703 habitantes y una densidad poblacional de 10,38 personas por km².

## Geografía
El municipio de Center se encuentra ubicado en las coordenadas 39°48′24″N 95°5′40″O / 39.80667, -95.09444. Según la Oficina del Censo de los Estados Unidos, el municipio tiene una superficie total de 164.09 km², de la cual 161,98 km² corresponden a tierra firme y (1,29 %) 2,11 km² es agua.

## Demografía
Según el censo de 2010, había 1703 personas residiendo en el municipio de Center. La densidad de población era de 10,38 hab./km². De los 1703 habitantes, el municipio de Center estaba compuesto por el 96,95 % blancos, el 0,7 % eran afroamericanos, el 0,35 % eran amerindios, el 0,18 % eran asiáticos, el 0,12 % eran de otras razas y el 1,7 % eran de una mezcla de razas. Del total de la población el 2,41 % eran hispanos o latinos de cualquier raza.